# سفارة تونس لدى هولندا
سفارة تونس لدى هولندا هي البعثة الدبلوماسية لجمهورية تونس لدى دولة هولندا، وتقع في لاهاي.